# Charles d'Albert de Luynes

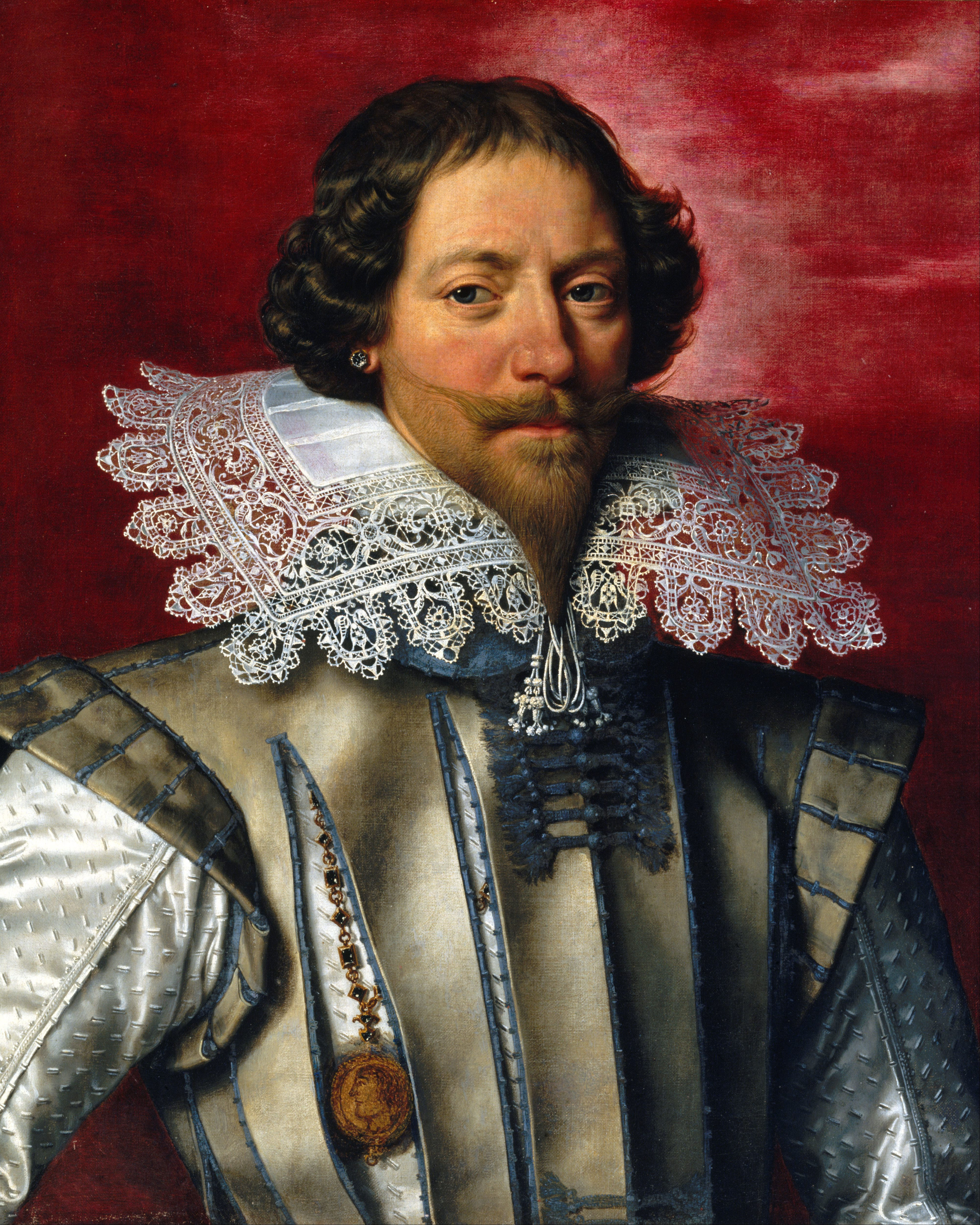
Charles d'Albert de Luynes.

Charles d'Albert vapen.

Charles d'Albert, hertig av Luynes, född den 5 mars 1578, död den 15 december 1621, var markis och pär av Frankrike.
de Luynes var först page hos Henrik IV och blev 1607 anställd vid kronprins Ludvigs uppvaktning. Han förvärvade sig snart dennes gunst under hans minderårighet genom att dressera jaktfalkar åt honom, och han innehade ämbetet som Le Grand Fauconnier de France från 1616 fram till 1621. 
Han organiserade med kung Ludvigs medgivande den komplott, som resulterade i mordet på marskalk d'Ancre (1617), och blev därefter dennes efterträdare som allenarådande gunstling. Han slog under sig d'Ancres stora efterlämnade förmögenhet. 
Som faktisk ledare av regeringen ådagalade han prov på en viss statsmannamässig begåvning. Han återkallade Henrik IV:s ministrar, Villeroy, Jeannin och Sillery, sökte stärka kungamakten i det inre mot revolterande stormän och hugenotter och var härutinnan en föregångare till Richelieu. 
Han sökte bryta förbindelserna med Spanien, närmade sig England och slöt förbund med Venedig och Savojen. Men intriger vid hovet och hans egen snikenhet minskade hans makt över kungen. Dock blev han 1619 hertig av Luynes och 1621 konnetabel och storsigillbevarare. 
Under ett fälttåg mot protestanterna i södra Frankrike intog han Saint-Jean-d'Angély, men hade motgång vid Montauban och ådrog sig vid belägringen av Monheurt en häftig feber, som efter få dagar bortryckte honom. de Luynes var gift med den sedermera som hertiginna av Chevreuse bekanta Marie de Rohan.